# Заріччя (Ковельський район)
Заріччя — село в Україні, у Ковельській міській громаді Ковельського району Волинської області. Населення становить 359 осіб.

## Географія
Селом протікає річка Турія.

## Історія
У 1906 році село Несухоїзької волості Ковельського повіту Волинської губернії. Відстань від повітового міста 18 верст. Дворів 61, мешканців 447.

## Населення
Згідно з переписом УРСР 1989 року чисельність наявного населення села становила 368 осіб, з яких 170 чоловіків та 198 жінок.
За переписом населення України 2001 року в селі мешкало 356 осіб.

### Мова
Розподіл населення за рідною мовою за даними перепису 2001 року:
| Мова       | Чисельність | Відсоток |
| ---------- | ----------- | -------- |
| українська | 354         | 98,61%   |
| болгарська | 2           | 0,56%    |
| російська  | 2           | 0,56%    |
| білоруська | 1           | 0,27%    |
| Усього     | 359         | 100%     |